# Championnat du monde de hockey sur glace 2003
Navigation
Suède 2002 République tchèque 2004
Le Championnat du monde de hockey sur glace 2003 eu lieu du 26 avril au 11 mai à Helsinki, Turku et Tampere en Finlande.

## Division élite

### Tour préliminaire

#### Groupe A
| 27 avril | Allemagne | 5-4 (4-2, 0-0, 1-2) | Japon |  |

| 27 avril | Ukraine | 3-9 (0-2, 2-4, 1-3) | Slovaquie |  |

| 28 avril | Slovaquie | 10-1 (3-1, 5-0, 2-0) | Japon |  |

| 29 avril | Allemagne | 3-1 (0-1, 2-0, 1-0) | Ukraine |  |

| 30 avril | Slovaquie | 3-1 (0-1, 2-0, 1-0) | Allemagne |  |

| 30 avril | Japon | 1-5 (0-2, 0-2, 1-1) | Ukraine |  |

| Clt   | Équipe    | PJ | V | D | N | BP | BC | Pts |
| ----- | --------- | -- | - | - | - | -- | -- | --- |
| +001, | Slovaquie | 3  | 3 | 0 | 0 | 22 | 5  | 6   |
| +002, | Allemagne | 3  | 2 | 1 | 0 | 9  | 8  | 4   |
| +003, | Ukraine   | 3  | 1 | 2 | 0 | 9  | 13 | 2   |
| +004, | Japon     | 3  | 0 | 3 | 0 | 6  | 20 | 0   |

- Éliminée de la suite de la compétition

#### Groupe B
| 26 avril | États-Unis | 2-5 (1-3, 0-1, 1-1) | Danemark |  |

| 26 avril | Suisse | 2-5 (1-2, 1-2, 0-1) | Russie |  |

| 27 avril | États-Unis | 0-1 (0-1, 0-0, 0-0) | Suisse |  |

| 27 avril | Russie | 6-1 (1-0, 5-1, 0-0) | Danemark |  |

| 29 avril | Danemark | 2-6 (0-2, 1-2, 1-2) | Suisse |  |

| 29 avril | Russie | 3-2 (0-1, 2-0, 1-1) | États-Unis |  |

| Clt   | Équipe     | PJ | V | D | N | BP | BC | Pts |
| ----- | ---------- | -- | - | - | - | -- | -- | --- |
| +001, | Russie     | 3  | 3 | 0 | 0 | 14 | 5  | 6   |
| +002, | Suisse     | 3  | 2 | 1 | 0 | 9  | 7  | 4   |
| +003, | Danemark   | 3  | 1 | 2 | 0 | 8  | 14 | 2   |
| +004, | États-Unis | 3  | 0 | 3 | 0 | 4  | 9  | 0   |

#### Groupe C
| 26 avril | Canada | 3-0 (2-0, 0-0, 1-0) | Belarus |  |

| 26 avril | Lettonie | 1-3 (1-2, 0-1, 0-0) | Suède |  |

| 27 avril | Canada | 6-1 (2-1, 1-0, 3-0) | Lettonie |  |

| 27 avril | Suède | 2-1 (1-1, 0-0, 1-0) | Belarus |  |

| 29 avril | Belarus | 0-4 (0-1, 0-3, 0-0) | Lettonie |  |

| 29 avril | Suède | 1-3 (0-1, 0-1, 1-1) | Canada |  |

| Clt   | Équipe      | PJ | V | D | N | BP | BC | Pts |
| ----- | ----------- | -- | - | - | - | -- | -- | --- |
| +001, | Canada      | 3  | 3 | 0 | 0 | 12 | 2  | 6   |
| +002, | Suède       | 3  | 2 | 1 | 0 | 6  | 5  | 4   |
| +003, | Lettonie    | 3  | 1 | 2 | 0 | 6  | 9  | 2   |
| +004, | Biélorussie | 3  | 0 | 3 | 0 | 1  | 9  | 0   |

#### Groupe D
| 26 avril | République Tchèque | 5-2 (3-0, 2-1, 0-1) | Slovénie | Hartwall Arena 12 001 spectateurs |

| Feuille de match | Feuille de match | Feuille de match            | Feuille de match                           | Feuille de match                                                |
| ---------------- | --- | --------------------------- | ------------------------------------------ | --------------------------------------------------------------- |
|                  | Vrbata (Hudler) — 6 min 20 s Sup (Duda) — 11 min 1 s Výborný (Hlinka) — 13 min 24 s - Hudler — 32 min 7 s Balaštík (Straka, Kotrla) — 35 min 24 s - | 1-0 2-0 3-0 3-1 4-1 5-1 5-2 | - Rodman — 20 min 57 s - Por — 55 min 11 s | Arbitrage : Nicolas Dutil Antti Hämäläinen et Valeri Goutsoulia |
| Málek            | Gardiens | Glavič                      |                                            | Arbitrage : Nicolas Dutil Antti Hämäläinen et Valeri Goutsoulia |
| 14 min           | Pénalités | 16 min                      |                                            | Arbitrage : Nicolas Dutil Antti Hämäläinen et Valeri Goutsoulia |
| 45               | Tirs | 18                          |                                            | Arbitrage : Nicolas Dutil Antti Hämäläinen et Valeri Goutsoulia |

| 26 avril | Finlande | 5-1 (1-0, 3-1, 1-0) | Autriche | Hartwall Arena 13 022 spectateurs |

| Feuille de match | Feuille de match         | Feuille de match        | Feuille de match | Feuille de match                                             |
| ---------------- | ------------------------ | ----------------------- | --- | ------------------------------------------------------------ |
|                  | - Kalt — 35 min 58 s - - | 0-1 0-2 0-3 1-3 1-4 1-5 | Lydman (Pirnes) — 8 min 7 s Lydman (Pirnes) — 21 min 25 s Peltonen (Koivu) — 30 min 57 s (SN) - Koivu (Selänne, Timonen) — 39 min 16 s (SN) Selänne (Jokinen) — 59 min 12 s | Arbitrage : Anatoli Zakharov Anton Semionov et Kevin Redding |
| Dalpiaz          | Gardiens                 | Nurminen                | | Arbitrage : Anatoli Zakharov Anton Semionov et Kevin Redding |
| 10 min           | Pénalités                | 10 min                  | | Arbitrage : Anatoli Zakharov Anton Semionov et Kevin Redding |
| 26               | Tirs                     | 29                      | | Arbitrage : Anatoli Zakharov Anton Semionov et Kevin Redding |

| 28 avril | Finlande | 12-0 (4-0, 4-0, 4-0) | Slovénie | Hakametsä Jäähalli 7 800 spectateurs |

| Feuille de match | Feuille de match | Feuille de match                           | Feuille de match | Feuille de match                                           |
| ---------------- | --- | ------------------------------------------ | ---------------- | ---------------------------------------------------------- |
|                  | Niinimaa (Koivu, Selänne) — 3 min 58 s (SN) Berg — 4 min 27 s Selänne (Koivu, Peltonen) — 11 min 57 s (SN) Timonen (Koivu, Peltonen) — 17 min 49 s (SN) Eloranta (Väänänen) — 22 min 47 s Nummelin (Peltonen) — 30 min 42 s Pirnes (Timonen) — 32 min 8 s Selänne (Rintanen, Väänänen) — 37 min 27 s Kallio (Rintanen, Nummelin) — 42 min 27 s (SN) Pirjetä (Väänänen, Lydman) — 47 min 28 s Kallio (Hagman, Kiprusoff) — 54 min 13 s Pirnes (Eloranta) — 59 min 25 s (SN) |                                            | - -              | Arbitrage : Vladimír Sindler Marco Coenen et Karol Popovic |
| Hurme            | Gardiens | Mohorič (32 min 45 s) Glavič (27 min 15 s) |                  | Arbitrage : Vladimír Sindler Marco Coenen et Karol Popovic |
| 2 min            | Pénalités | 18 min                                     |                  | Arbitrage : Vladimír Sindler Marco Coenen et Karol Popovic |
| 67               | Tirs | 7                                          |                  | Arbitrage : Vladimír Sindler Marco Coenen et Karol Popovic |

| 28 avril | République Tchèque | 8-1 (1-0, 5-0, 2-1) | Autriche | Hartwall Arena 7 724 spectateurs |

| Feuille de match | Feuille de match | Feuille de match                   | Feuille de match                     | Feuille de match                                            |
| ---------------- | --- | ---------------------------------- | ------------------------------------ | ----------------------------------------------------------- |
|                  | Trnka (Modrý, Výborný) — 10 min 54 s Straka (Reichel, Kadlec) — 22 min 13 s (2 SN) Vrbata (Straka) — 22 min 41 s Vrbata (Hlaváč, Vašíček) — 23 min 20 s Straka (Reichel) — 30 min 25 s Špaček (Duda) — 31 min 23 s Hudler (Reichel, Kadlec) — 44 min 2 s (SN) - Výborný (Hudler) — 50 min 31 s |                                    | - Welser (Divis) — 47 min 5 s (SN) - | Arbitrage : Thomas Andersson Kevin Redding et Pavel Makarov |
| Vokoun           | Gardiens | Prohaska (40 min) Suttnig (20 min) |                                      | Arbitrage : Thomas Andersson Kevin Redding et Pavel Makarov |
| 12 min           | Pénalités | 20 min                             |                                      | Arbitrage : Thomas Andersson Kevin Redding et Pavel Makarov |
| 45               | Tirs | 27                                 |                                      | Arbitrage : Thomas Andersson Kevin Redding et Pavel Makarov |

| 29 avril | Slovénie | 2-6 (0-1, 1-2, 1-3) | Autriche |  |

| 30 avril | Finlande | 1-2 (1-0, 0-1, 0-1) | République Tchèque |  |

| Clt   | Équipe   | PJ | V | D | N | BP | BC | Pts |
| ----- | -------- | -- | - | - | - | -- | -- | --- |
| +001, | Tchéquie | 3  | 3 | 0 | 0 | 15 | 4  | 6   |
| +002, | Finlande | 3  | 2 | 1 | 0 | 18 | 3  | 4   |
| +003, | Autriche | 3  | 1 | 2 | 0 | 8  | 15 | 2   |
| +004, | Slovénie | 3  | 0 | 3 | 0 | 4  | 23 | 0   |

### Tour de qualification

#### Groupe E
| Clt   | Équipe    | PJ | V | D | N | BP | BC | Pts |
| ----- | --------- | -- | - | - | - | -- | -- | --- |
| +001, | Slovaquie | 5  | 4 | 0 | 1 | 27 | 9  | 9   |
| +002, | Tchéquie  | 5  | 4 | 0 | 1 | 22 | 7  | 9   |
| +003, | Finlande  | 5  | 2 | 2 | 1 | 18 | 10 | 5   |
| +004, | Allemagne | 5  | 2 | 2 | 1 | 11 | 11 | 5   |
| +005, | Autriche  | 5  | 1 | 4 | 0 | 9  | 27 | 2   |
| +006, | Ukraine   | 5  | 0 | 5 | 0 | 8  | 31 | 0   |

- Équipe qualifiée pour le tour final
- Équipe jouant le tour de relégation

#### Groupe F
| Clt   | Équipe   | PJ | V | D | N | BP | BC | Pts |
| ----- | -------- | -- | - | - | - | -- | -- | --- |
| +001, | Canada   | 5  | 4 | 0 | 1 | 18 | 6  | 9   |
| +002, | Suède    | 5  | 4 | 1 | 0 | 20 | 9  | 8   |
| +003, | Russie   | 5  | 2 | 3 | 0 | 16 | 14 | 4   |
| +004, | Suisse   | 5  | 2 | 3 | 0 | 14 | 16 | 4   |
| +005, | Lettonie | 5  | 2 | 3 | 0 | 10 | 16 | 4   |
| +006, | Danemark | 5  | 0 | 4 | 1 | 8  | 25 | 1   |

- Équipe qualifiée pour le tour final
- Équipe jouant le tour de relégation

### Tour de relégation
| Clt   | Équipe      | PJ | V | D | N | BP | BC | Pts |
| ----- | ----------- | -- | - | - | - | -- | -- | --- |
| +001, | États-Unis  | 3  | 3 | 0 | 0 | 19 | 5  | 6   |
| +002, | Biélorussie | 3  | 2 | 1 | 0 | 9  | 8  | 4   |
| +003, | Slovénie    | 3  | 0 | 2 | 1 | 8  | 14 | 1   |
| +004, | Japon       | 3  | 0 | 2 | 1 | 5  | 14 | 1   |

- Équipe reléguée

Le Japon évite la relégation grâce à sa victoire 4-1 contre la Corée du Sud en match qualificatif pour le championnat du monde 2004 alors que la Biélorussie et la Slovénie sont reléguées en Division I pour ce même Championnat du monde de hockey sur glace 2004.

### Tour final
|  | Quarts de finale       | Quarts de finale       |                         |                         | Demi-finales           | Demi-finales           |   |  | Finale                  | Finale                  |
|  | Quarts de finale       | Quarts de finale       |                         |                         | Demi-finales           | Demi-finales           |   |  | Finale                  | Finale                  |
|  |                        |                        |                         |                         |                        |                        |   |  |                         |                         |
|  | 7 mai - Elysee Arena   | 7 mai - Elysee Arena   |                         |                         | 9 mai - Hartwall Arena | 9 mai - Hartwall Arena |   |  | 11 mai – Hartwall Arena | 11 mai – Hartwall Arena |
|  | 7 mai - Elysee Arena   | 7 mai - Elysee Arena   |                         |                         | 9 mai - Hartwall Arena | 9 mai - Hartwall Arena |   |  | 11 mai – Hartwall Arena | 11 mai – Hartwall Arena |
|  | Canada                 | 3                      |                         |                         | 9 mai - Hartwall Arena | 9 mai - Hartwall Arena |   |  | 11 mai – Hartwall Arena | 11 mai – Hartwall Arena |
|  | Canada                 | 3                      |                         |                         | 9 mai - Hartwall Arena | 9 mai - Hartwall Arena |   |  | 11 mai – Hartwall Arena | 11 mai – Hartwall Arena |
|  | Allemagne              | 2                      |                         |                         | 9 mai - Hartwall Arena | 9 mai - Hartwall Arena |   |  | 11 mai – Hartwall Arena | 11 mai – Hartwall Arena |
|  | Allemagne              | 2                      | Canada                  | 8                       |                        |                        |   |  | 11 mai – Hartwall Arena | 11 mai – Hartwall Arena |
|  | 7 mai - Elysee Arena   |                        | Canada                  | 8                       |                        |                        |   |  | 11 mai – Hartwall Arena | 11 mai – Hartwall Arena |
|  |                        | République tchèque     | 4                       |                         |                        |                        |   |  | 11 mai – Hartwall Arena | 11 mai – Hartwall Arena |
|  | République tchèque     | République tchèque     | 4                       | 3                       |                        |                        |   |  | 11 mai – Hartwall Arena | 11 mai – Hartwall Arena |
|  | République tchèque     |                        |                         | 3                       |                        |                        |   |  | 11 mai – Hartwall Arena | 11 mai – Hartwall Arena |
|  | Russie                 | 0                      |                         |                         |                        |                        |   |  | 11 mai – Hartwall Arena | 11 mai – Hartwall Arena |
|  | Russie                 | 0                      | Canada                  | 3                       |                        |                        |   |  |                         |                         |
|  | 7 mai - Hartwall Arena |                        | Canada                  | 3                       |                        |                        |   |  |                         |                         |
|  |                        | Suède                  | 2                       |                         |                        |                        |   |  |                         |                         |
|  | Slovaquie              | Suède                  | 2                       | 3                       |                        |                        |   |  |                         |                         |
|  | Slovaquie              | 9 mai - Hartwall Arena |                         | 3                       |                        |                        |   |  |                         |                         |
|  | Suisse                 | 1                      |                         |                         |                        |                        |   |  |                         |                         |
|  | Suisse                 | 1                      | Slovaquie               | 1                       |                        |                        |   |  |                         |                         |
|  | 7 mai - Hartwall Arena | 7 mai - Hartwall Arena | Slovaquie               | 1                       | Match pour la 3e place | Match pour la 3e place |   |  |                         |                         |
|  | 7 mai - Hartwall Arena | 7 mai - Hartwall Arena |                         | Suède                   | Match pour la 3e place | Match pour la 3e place | 4 |  |                         |                         |
|  | Suède                  | 6                      | 10 mai – Hartwall Arena | 10 mai – Hartwall Arena |                        |                        | 4 |  |                         |                         |
|  | Suède                  | 6                      | 10 mai – Hartwall Arena | 10 mai – Hartwall Arena |                        |                        |   |  |                         |                         |
|  | Finlande               | 5                      |                         | République tchèque      | 2                      |                        |   |  |                         |                         |
|  | Finlande               | 5                      |                         | République tchèque      | 2                      |                        |   |  |                         |                         |
|  |                        |                        |                         |                         |                        |                        |   |  | Slovaquie               | 4                       |
|  |                        |                        |                         |                         |                        |                        |   |  | Slovaquie               | 4                       |

#### Quarts-de-finale
| 7 mai | Canada | 3-2 (pr) (1-0, 1-0, 0-2, 1-0) | Allemagne |  |

| 7 mai | Slovaquie | 3-1 (0-1, 2-0, 1-0) | Suisse |  |

| 7 mai | République-Tchèque | 3-0 (1-0, 2-0, 0-0) | Russie |  |

| 7 mai | Finlande | 5-6 (3-1, 2-3, 0-2) | Suède |  |

#### Demi-finales
| 9 mai | Canada | 8-4 (1-0, 2-2, 5-2) | République-Tchèque |  |

| 9 mai | Slovaquie | 1-4 (0-1, 1-1, 0-2) | Suède |  |

#### Médaille de bronze
| 10 mai | République Tchèque | 2-4 (1-2, 1-1, 0-1) | Slovaquie |  |

#### Finale
| 11 mai | Canada | 3-2 (pr) (1-2, 0-0, 1-0, 1-0) | Suède | Hartwall Arena 13 387 spectateurs |

| Feuille de match | Feuille de match                                                                  | Feuille de match    | Feuille de match                                                                                  | Feuille de match                                             |
| ---------------- | --------------------------------------------------------------------------------- | ------------------- | ------------------------------------------------------------------------------------------------- | ------------------------------------------------------------ |
|                  | - Horcoff (Calder) — 19 min 17 s Doan (Horcoff) — 49 min 3 s Carter — 73 min 49 s | 0-1 0-2 1-2 2-2 3-2 | M. Tjärnqvist (Zetterberg) — 10 min 17 s Per-Johan Axelsson (Axelsson, Renberg) — 18 min 39 s - - | Arbitrage : Vladimír Šindler Antti Hämäläinen et Petr Blümel |
| Luongo           | Gardiens                                                                          | Tellqvist           |                                                                                                   | Arbitrage : Vladimír Šindler Antti Hämäläinen et Petr Blümel |
| 10 min           | Pénalités                                                                         | 14 min              |                                                                                                   | Arbitrage : Vladimír Šindler Antti Hämäläinen et Petr Blümel |
| 33               | Tirs                                                                              | 39                  |                                                                                                   | Arbitrage : Vladimír Šindler Antti Hämäläinen et Petr Blümel |

### Statistiques

#### Meilleurs marqueurs
| Joueur            | PJ | B | A  | Pts | Pun |
| ----------------- | -- | - | -- | --- | --- |
| Žigmund Pálffy    | 9  | 7 | 8  | 15  | 18  |
| Jozef Stümpel     | 9  | 4 | 11 | 15  | 0   |
| Ľubomír Višňovský | 9  | 4 | 8  | 12  | 2   |
| Teemu Selänne     | 7  | 8 | 3  | 11  | 2   |
| Saku Koivu        | 7  | 1 | 10 | 11  | 4   |
| Dany Heatley      | 9  | 7 | 3  | 10  | 10  |
| Mats Sundin       | 7  | 6 | 4  | 10  | 10  |
| Miroslav Šatan    | 9  | 6 | 4  | 10  | 2   |
| Martin Straka     | 9  | 6 | 4  | 10  | 4   |
| Kimmo Rintanen    | 7  | 5 | 4  | 9   | 0   |

#### Meilleurs gardiens
| Joueur           | MIN | BC | MOY  | BL | %ARR   |
| ---------------- | --- | -- | ---- | -- | ------ |
| Sean Burke       | 328 | 7  | 1,28 | 1  | 95,5 % |
| Oliver Jonas     | 180 | 4  | 1,33 | 0  | 96,0 % |
| Mikael Tellqvist | 393 | 9  | 1,37 | 0  | 94,0 % |
| Marco Bührer     | 297 | 9  | 1,82 | 1  | 93,4 % |
| Ján Lašák        | 359 | 11 | 1,84 | 0  | 93,5 % |

#### Classement final
| Clt | Équipe      |
| --- | ----------- |
| 1   | Canada      |
| 2   | Suède       |
| 3   | Slovaquie   |
| 4   | Tchéquie    |
| 5   | Finlande    |
| 6   | Allemagne   |
| 7   | Russie      |
| 8   | Suisse      |
| 9   | Lettonie    |
| 10  | Autriche    |
| 11  | Danemark    |
| 12  | Ukraine     |
| 13  | États-Unis  |
| 14  | Biélorussie |
| 15  | Slovénie    |
| 16  | Japon       |

#### Effectif vainqueur
- Gardiens de but : Roberto Luongo, Martin Biron
- Défenseurs : Cory Cross, Craig Rivet, Daniel Briere, Shane Doan, Anson Carter, Mathieu Dandenault, Steve Staios
- Attaquants : Kyle Calder, Shawn Horcoff, Dany Heatley, Jamie Heward, Eric Brewer, Kris Draper, Steven Reinprecht, Mike Comrie, Jay Bouwmeester, Patrick Marleau, Krystofer Kolanos, Kirk Maltby, Ryan Smyth

## Division I
La division I est composée de deux groupes : le A joué à Budapest en Hongrie entre le 15 au 21 avril, et le groupe B disputé à Zagreb en Croatie du 13 au 20 avril. La France et le Kazakhstan sont promus en division élite pour le championnat du monde 2004, La Croatie et la Lituanie sont reléguées en Division II.

### Division I, groupe A
| Clt   | Équipe     | PJ | V | D | N | BP | BC | Pts |
| ----- | ---------- | -- | - | - | - | -- | -- | --- |
| +001, | Kazakhstan | 5  | 5 | 0 | 0 | 34 | 9  | 10  |
| +002, | Pologne    | 5  | 4 | 1 | 0 | 24 | 9  | 8   |
| +003, | Hongrie    | 5  | 2 | 2 | 1 | 14 | 13 | 5   |
| +004, | Pays-Bas   | 5  | 1 | 3 | 1 | 17 | 22 | 3   |
| +005, | Roumanie   | 5  | 1 | 3 | 1 | 13 | 26 | 3   |
| +006, | Lituanie   | 5  | 0 | 4 | 1 | 7  | 30 | 1   |

### Division I, groupe B
| 14 avril | Estonie | 3-1 (0-1, 1-0, 2-0) | Italie | Dom Sportova 300 spectateurs |

| Feuille de match | Feuille de match                                                                                    | Feuille de match | Feuille de match                        | Feuille de match                       |
| ---------------- | --------------------------------------------------------------------------------------------------- | ---------------- | --------------------------------------- | -------------------------------------- |
|                  | - Potsinok (Valiullin) — 38 min 14 s (2 SN) Makrov (Petrov) — 41 min Suursoo (Makrov) — 57 min 52 s | 0-1 1-1 2-1 3-1  | Timpone (Margoni) — 6 min 32 s (SN) - - | Arbitrage : Homola Beganovic et Garsjo |
| Terentjev        | Gardiens                                                                                            | Hell             |                                         | Arbitrage : Homola Beganovic et Garsjo |
| 16 min           | Pénalités                                                                                           | 30 min           |                                         | Arbitrage : Homola Beganovic et Garsjo |
| 24               | Tirs                                                                                                | 26               |                                         | Arbitrage : Homola Beganovic et Garsjo |

| 14 avril | Grande-Bretagne | 2-2 (1-0, 1-1, 0-1) | France | Dom Sportova 310 spectateurs |

| Feuille de match | Feuille de match                                                                    | Feuille de match | Feuille de match                                                              | Feuille de match                                                |
| ---------------- | ----------------------------------------------------------------------------------- | ---------------- | ----------------------------------------------------------------------------- | --------------------------------------------------------------- |
|                  | Hoad (Thornton, Longstaff) — 12 min 50 s (2 SN) Weaver (Thornton) — 25 min 49 s - - | 1-0 2-0 2-1 2-2  | - Treille (Meunier, Mortas) — 24 min 26 s Meunier (Treille) — 59 min 3 s (SN) | Arbitrage : Reto Bertolotti Vedran Krcelic et Christian Neubert |
| Cavallin         | Gardiens                                                                            | Lhenry           |                                                                               | Arbitrage : Reto Bertolotti Vedran Krcelic et Christian Neubert |
| 16 min           | Pénalités                                                                           | 10 min           |                                                                               | Arbitrage : Reto Bertolotti Vedran Krcelic et Christian Neubert |
| 22               | Tirs                                                                                | 53               |                                                                               | Arbitrage : Reto Bertolotti Vedran Krcelic et Christian Neubert |

| 14 avril | Croatie | 1-6 (0-0, 1-5, 0-1) | Norvège | Dom Sportova 3 500 spectateurs |

| Feuille de match | Feuille de match                                              | Feuille de match            | Feuille de match | Feuille de match                            |
| ---------------- | ------------------------------------------------------------- | --------------------------- | --- | ------------------------------------------- |
|                  | - Jacmenjak (Ciganovic, Gojanovic) — 21 min 45 s (SN) - - - - | 0-1 1-1 1-2 1-3 1-4 1-5 1-6 | Skrøder (Vikingstad) — 20 min 32 s (SN) - Vikingstad (Myrvold, Knutsen) — 28 min 41 s (SN) Skrøder (Mats Trygg) — 29 min 4 s Martinsen (Dahlstrøm, Mats Trygg) — 34 min 2 s Myrvold (Knutsen, Jakobsen) — 39 min 15 s (SN) Dahlstrøm (Nagel) — 53 min 32 s (SN) | Arbitrage : Ryhed Karlberg et Dzieciolowski |
| Martinović       | Gardiens                                                      | Wiberg                      | | Arbitrage : Ryhed Karlberg et Dzieciolowski |
| 20 min           | Pénalités                                                     | 12 min                      | | Arbitrage : Ryhed Karlberg et Dzieciolowski |
| 14               | Tirs                                                          | 56                          | | Arbitrage : Ryhed Karlberg et Dzieciolowski |

| 15 avril | Italie | 4-2 (1-0, 2-2, 1-0) | Grande-Bretagne | Dom Sportova 700 spectateurs |

| Feuille de match | Feuille de match | Feuille de match        | Feuille de match                                                                          | Feuille de match                     |
| ---------------- | --- | ----------------------- | ----------------------------------------------------------------------------------------- | ------------------------------------ |
|                  | Veggiato (Zisser) — 1 min 32 s Chelodi (Timpone) — 25 min 20 s (SN) Veggiato — 26 min 19 s - Chelodi (Margoni) — 55 min 8 s (IN) | 1-0 2-0 3-0 3-1 3-2 4-2 | - Wilson (Thornton, Longstaff) — 31 min 49 s Shields (Thornton, Wilson) — 36 min 54 s - - | Arbitrage : Albers Eglitis et Garsjo |
| Rosati           | Gardiens | Watkins                 |                                                                                           | Arbitrage : Albers Eglitis et Garsjo |
| 14 min           | Pénalités | 12 min                  |                                                                                           | Arbitrage : Albers Eglitis et Garsjo |
| 46               | Tirs | 31                      |                                                                                           | Arbitrage : Albers Eglitis et Garsjo |

| 15 avril | Norvège | 3-0 (1-0, 0-0, 2-0) | Estonie | Dom Sportova 300 spectateurs |

| Feuille de match | Feuille de match                                                                                   | Feuille de match | Feuille de match | Feuille de match                                  |
| ---------------- | -------------------------------------------------------------------------------------------------- | ---------------- | ---------------- | ------------------------------------------------- |
|                  | Knutsen — 18 min 47 s (TB) Knutsen (Magnussen) — 48 min 13 s (SN) Magnussen (Nygard) — 48 min 26 s | 1-0 2-0 3-0      | - -              | Arbitrage : Bertolotti Krcelic et Van der Waarden |
| Wiberg           | Gardiens                                                                                           | Terentjev        |                  | Arbitrage : Bertolotti Krcelic et Van der Waarden |
| 26 min           | Pénalités                                                                                          | 26 min           |                  | Arbitrage : Bertolotti Krcelic et Van der Waarden |
| 60               | Tirs                                                                                               | 18               |                  | Arbitrage : Bertolotti Krcelic et Van der Waarden |

| 15 avril | Croatie | 1-8 (0-3, 0-5, 1-0) | France | Dom Sportova 4 500 spectateurs |

| Feuille de match                   | Feuille de match             | Feuille de match                    | Feuille de match | Feuille de match                                                      |
| ---------------------------------- | ---------------------------- | ----------------------------------- | --- | --------------------------------------------------------------------- |
|                                    | - - Mlađenović — 52 min 48 s | 0-1 0-2 0-3 0-4 0-5 0-6 0-7 0-8 1-8 | Bachet (Carriou, Zwikel) — 7 min 44 s F. Rozenthal (Zwikel) — 8 min 8 s Mortas (Pousset) — 14 min 11 s (SN) Bonnard (Zwikel) — 20 min 30 s (SN) Mortas (Pousset, Meunier) — 22 min 9 s (SN) Zwikel (Meunier) — 30 min 2 s (SN) Treille (Meunier, Mortas) — 37 min 3 s (SN) Dewolf (Bachelet, Sadoun) — 37 min 16 s - | Arbitrage : Martin Homola Grzegorz Dzieciolowski et Christian Neubert |
| Martinović (40 min) Belić (20 min) | Gardiens                     | Rolland                             | | Arbitrage : Martin Homola Grzegorz Dzieciolowski et Christian Neubert |
| 22 min                             | Pénalités                    | 14 min                              | | Arbitrage : Martin Homola Grzegorz Dzieciolowski et Christian Neubert |
| 18                                 | Tirs                         | 49                                  | | Arbitrage : Martin Homola Grzegorz Dzieciolowski et Christian Neubert |

| 17 avril | France | 4-2 (2-0, 0-0, 2-2) | Norvège | Dom Sportova 950 spectateurs |

| Feuille de match | Feuille de match | Feuille de match        | Feuille de match                                                                                     | Feuille de match                                            |
| ---------------- | --- | ----------------------- | --- | ----------------------------------------------------------- |
|                  | Dewolf (Bachet, Treille) — 13 min 19 s Dewolf (Rozenthal) — 19 min 30 s (2 SN) Treille (Amar) — 43 min 31 s - Bachelet (Gras) — 57 min 56 s (IN + CV) - | 1-0 2-0 3-0 3-1 4-1 4-2 | - Skrøder (Nørstebø, Vikingstad) — 53 min 1 s (SN) - Mar. Trygg (Knutsen, Hansen) — 58 min 57 s (SN) | Arbitrage : Bradley Albers Anders Karlberg et Ansis Eglitis |
| Lhenry           | Gardiens | Wiberg                  | | Arbitrage : Bradley Albers Anders Karlberg et Ansis Eglitis |
| 52 min           | Pénalités | 34 min                  | | Arbitrage : Bradley Albers Anders Karlberg et Ansis Eglitis |
| 31               | Tirs | 35                      | | Arbitrage : Bradley Albers Anders Karlberg et Ansis Eglitis |

| 17 avril | Estonie | 4-3 (1-1, 2-0, 1-2) | Grande Bretagne | Dom Sportova 400 spectateurs |

| Feuille de match | Feuille de match | Feuille de match            | Feuille de match | Feuille de match                             |
| ---------------- | --- | --------------------------- | --- | -------------------------------------------- |
|                  | Ossipenkov (Griskun) — 14 min 58 s (SN) - Makrov (Raskidajev, Zorin) — 22 min 40 s Valiullin (Suursoo) — 23 min 18 s Agnevstsikov (Potsinok) — 43 min 2 s (SN) - - | 1-0 1-1 2-1 3-1 4-1 4-2 4-3 | - Longstaff (Hoad, Wilson) — 16 min 20 s - Shields (Berrington, Ashley TaitTait) — 45 min 1 s (SN) Shields (Tait) — 52 min 31 s | Arbitrage : Ryhed Beganovic et Dzieciolowski |
|                  | |                             | | Arbitrage : Ryhed Beganovic et Dzieciolowski |
| 8 min            | Pénalités | 12 min                      | | Arbitrage : Ryhed Beganovic et Dzieciolowski |
| 45               | Tirs | 38                          | | Arbitrage : Ryhed Beganovic et Dzieciolowski |

| Clt   | Équipe          | PJ | V | D | N | BP | BC | Pts |
| ----- | --------------- | -- | - | - | - | -- | -- | --- |
| +001, | France          | 5  | 4 | 0 | 1 | 21 | 5  | 9   |
| +002, | Norvège         | 5  | 4 | 1 | 0 | 19 | 9  | 8   |
| +003, | Estonie         | 5  | 2 | 3 | 0 | 12 | 20 | 4   |
| +004, | Italie          | 5  | 2 | 3 | 0 | 16 | 11 | 4   |
| +005, | Grande-Bretagne | 5  | 1 | 3 | 1 | 16 | 14 | 3   |
| +006, | Croatie         | 5  | 1 | 4 | 0 | 10 | 35 | 2   |

## Division II
La division II est joué entre le 5 et le 12 avril à Séoul en Corée du Sud pour le groupe A et à Sofia en Bulgarie entre le 24 et le 30 mars pour le B. La Belgique et la Corée du Sud sont promues en division I alors que l'Islande et le Mexique sont relégués en division III.

### Division II, groupe A
| 5 avril | Afrique du Sud | 2-9 (0-4, 2-2, 0-3) | Espagne | 300 spectateurs |

| 5 avril | Australie | 3-8 (2-2, 1-5, 0-1) | Serbie-et-Monténégro | 350 spectateurs |

| 5 avril | Mexique | 1-19 (0-7, 0-4, 1-8) | Corée du Sud | 300 spectateurs |

| 6 avril | Corée du Sud | 11-3 (3-2, 5-0, 3-1) | Australie | 300 spectateurs |

| 6 avril | Serbie-et-Monténégro | 10-2 (4-0, 2-0, 4-2) | Afrique du Sud | 300 spectateurs |

| 6 avril | Espagne | 12-3 (6-1, 4-0, 2-2) | Mexique | 380 spectateurs |

| 8 avril | Corée du Sud | 7-3 (3-1, 3-2, 1-0) | Afrique du Sud | 300 spectateurs |

| 8 avril | Serbie-et-Monténégro | 7-1 (2-1, 3-0, 2-0) | Espagne | 510 spectateurs |

| 8 avril | Mexique | 0-11 (0-1, 0-8, 0-2) | Australie | 300 spectateurs |

| 9 avril | Espagne | 1-8 (1-2, 0-4, 0-2) | Corée du Sud | 1 350 spectateurs |

| 9 avril | Australie | 5-3 (0-2, 4-1, 1-0) | Afrique du Sud | 300 spectateurs |

| 9 avril | Serbie-et-Monténégro | 19-0 (4-0, 8-0, 7-0) | Mexique | 300 spectateurs |

| 11 avril | Corée du Sud | 5-2 (1-1, 3-0, 1-1) | Serbie-et-Monténégro | 1 410 spectateurs |

| 11 avril | Espagne | 4-3 (2-0, 0-1, 2-2) | Australie | 300 spectateurs |

| 11 avril | Afrique du Sud | 9-1 (4-0, 5-0, 0-1) | Mexique | 300 spectateurs |

| Clt   | Équipe               | PJ | V | D | N | BP | BC | Pts |
| ----- | -------------------- | -- | - | - | - | -- | -- | --- |
| +001, | Corée du Sud         | 5  | 5 | 0 | 0 | 50 | 10 | 10  |
| +002, | Serbie-et-Monténégro | 5  | 4 | 1 | 0 | 46 | 11 | 8   |
| +003, | Espagne              | 5  | 3 | 2 | 0 | 27 | 23 | 6   |
| +004, | Australie            | 5  | 2 | 3 | 0 | 25 | 26 | 4   |
| +005, | Afrique du Sud       | 5  | 1 | 4 | 0 | 19 | 32 | 2   |
| +006, | Mexique              | 5  | 0 | 5 | 0 | 5  | 70 | 0   |

- Équipe promue en division I
- Équipe reléguée en division III

### Division II, groupe B
| 24 mars | Corée du Nord | 1-3 (0-1, 0-1, 1-2) | Chine | 300 spectateurs |

| 24 mars | Islande | 1-4 (0-1, 0-1, 1-2) | Israël | 300 spectateurs |

| 24 mars | Bulgarie | 1-2 (0-1, 0-0, 1-1) | Belgique | 865 spectateurs |

| 25 mars | Belgique | 10-2 (4-1, 5-1, 1-0) | Islande | 300 spectateurs |

| 25 mars | Israël | 2-2 (0-0, 1-1, 1-1) | Corée du Nord | 300 spectateurs |

| 25 mars | Chine | 5-2 (0-1, 2-0, 3-1) | Bulgarie | 780 spectateurs |

| 27 mars | Chine | 4-0 (2-0, 0-0, 2-0) | Islande | 300 spectateurs |

| 27 mars | Belgique | 9-0 (6-0, 2-0, 1-0) | Israël | 300 spectateurs |

| 27 mars | Corée du Nord | 2-5 (0-3, 2-0, 0-2) | Bulgarie | 1 050 spectateurs |

| 29 mars | Israël | 4-6 (0-2, 3-0, 1-4) | Chine | 300 spectateurs |

| 29 mars | Belgique | 2-4 (2-1, 0-1, 0-2) | Corée du Nord | 300 spectateurs |

| 29 mars | Bulgarie | 6-0 (2-0, 0-0, 4-0) | Islande | 1 100 spectateurs |

| 30 mars | Islande | 1-7 (0-4, 1-1, 0-2) | Corée du Nord | 300 spectateurs |

| 30 mars | Chine | 1-6 (0-2, 1-1, 0-3) | Belgique | 375 spectateurs |

| 30 mars | Israël | 1-1 (1-0, 0-1, 0-0) | Bulgarie | 1 800 spectateurs |

| Clt   | Équipe        | PJ | V | D | N | BP | BC | Pts |
| ----- | ------------- | -- | - | - | - | -- | -- | --- |
| +001, | Belgique      | 5  | 4 | 1 | 0 | 29 | 8  | 8   |
| +002, | Chine         | 5  | 4 | 1 | 0 | 19 | 13 | 8   |
| +003, | Bulgarie      | 5  | 2 | 2 | 1 | 15 | 10 | 5   |
| +004, | Corée du Nord | 5  | 2 | 2 | 1 | 16 | 13 | 5   |
| +005, | Israël        | 5  | 1 | 2 | 2 | 11 | 19 | 4   |
| +006, | Islande       | 5  | 0 | 5 | 0 | 4  | 31 | 0   |

- Équipe promue en division I
- Équipe reléguée en division III

## Division III
La division III du championnat du monde 2003 est disputée à Auckland en Nouvelle-Zélande. Quatre équipe sont censées participer à cette compétition mais l'Arménie a des problèmes de visa et finalement ne fait pas le voyage.
| 3 avril | Nouvelle-Zélande | 7-1 (2-0, 2-1, 3-0) | Turquie | Paradice Ice Rink 300 spectateurs |

| 4 avril | Luxembourg | 2-7 (1-3, 0-3, 1-1) | Nouvelle-Zélande | Paradice Ice Rink 300 spectateurs |

| 6 avril | Turquie | 3-5 (1-1, 0-0, 2-4) | Luxembourg | Paradice Ice Rink 700 spectateurs |

| Clt   | Équipe           | PJ | V | D | N | BP | BC | Pts |
| ----- | ---------------- | -- | - | - | - | -- | -- | --- |
| +001, | Nouvelle-Zélande | 2  | 2 | 0 | 0 | 14 | 3  | 4   |
| +002, | Luxembourg       | 2  | 1 | 1 | 0 | 7  | 10 | 2   |
| +003, | Turquie          | 2  | 0 | 2 | 0 | 4  | 12 | 0   |

La Nouvelle-Zélande et le Luxembourg sont promus en Division II pour le championnat 2004.